# Моран-Солније MS.325
Моран-Солније MS.325 (фр. Morane-Saulnier MS.325) је француски ловачки авион. Први лет авиона је извршен 1933. године. 

Највећа брзина у хоризонталном лету је износила 365 km/h. Размах крила је био 11,8 метара а дужина 8,25 метара. Маса празног авиона је износила 1354 килограма а нормална полетна маса 1789 килограма.

## Наоружање
| Наоружање авиона: Моран-Солније |     |
| Ватрено (стрељачко) наоружање   |     |
| Топ                             |     |
| Митраљез                        |     |
| Број и ознака митраљеза         | 2   |
| Калибар                         | 7,7 |
| Бомбардерско наоружање (бомбе)  |     |
| Ракетно наоружање (ракете)      |     |